# آرامگاه سید ابواحمد
بقعهٔ سید ابواحمد مربوط به دوره قاجار است و در شهرستان لارستان، بخش جویم، واقع در جنوب شرقی شهر جویم، در جوار جادهٔ جویم، منصورآباد واقع شده و این اثر در تاریخ ۱۸ شهریور ۱۳۸۷ با شمارهٔ ثبت ۲۳۳۶۹ به‌عنوان یکی از آثار ملی ایران به ثبت رسیده است.